# تپه میرعمر
تپه نمکی میرعمر یکی از نقاط گردشگری و دیدنی شهر گشت بشمار می‌رود که در میانه شهر گشت قرار دارد
این تپه از صخره‌های سخت زرد رنگ به ارتفاع تقریباً ۶ تا ۷ متر و به وسعت تقریباً ۱ هکتار تشکیل شده است. دهانه‌ای دارد شبیه به کوه‌های آتش‌فشان به قطر تقریباً ۲۰ سانتی‌متر که آب نمک زلال به آرامی از دل آن بیرون آمده و در اطراف آن پخش می‌شود و پس از تابش مستقیم آفتاب، آب آن تبخیر شده و نمک سفید رنگ و بلورینی بر صخره‌های زرد رنگ و صاف آن ته‌نشین می‌شود. آب نمک آن به گواهی کارشناسان یددار بوده و برای امراض پوستی مفید است و مردم از شهرهای مختلف استان برای شستن دست و پا و بدن خویش و برداشتن آب به شهر گشت می‌آیند. قبلاً نمک اهالی شهر گشت و روستاها و حتی شهرهای اطراف گشت نیز از این‌جا تأمین می‌شده است.

## زمین‌شناسی
از نظر زمین‌شناسی نیز این تپه در وسط گسل گشت قرار داشته در مواقع زلزله آب آن فوران کرده و گاهی اوقات ۱ تا ۲ متر بالا می‌آید و تمام ناخالصی‌های درون خود را به بیرون می‌ریزد و گاز حاصل از فعل و انفعالات صفحه‌های زمین را به بیرون هدایت می‌کند و به نوعی حالت ضربه‌گیر را دارد، اما در زلزله سال ۱۳۹۲ که کانون آن در شهر گشت و در اطراف کوه سفید قرار داشت به دلیل عمق زیاد زمین لرزه آب آن بعد از کمی فوران در ابتدا برعکس زلزله‌های قبلی فرورفت و فقط گاز از آن بیرون می‌آمد.